# Chorlton-on-Medlock
Chorlton-on-Medlock is een wijk in het bestuurlijke gebied City of Manchester, in het Engelse graafschap Greater Manchester. 

## Galerij

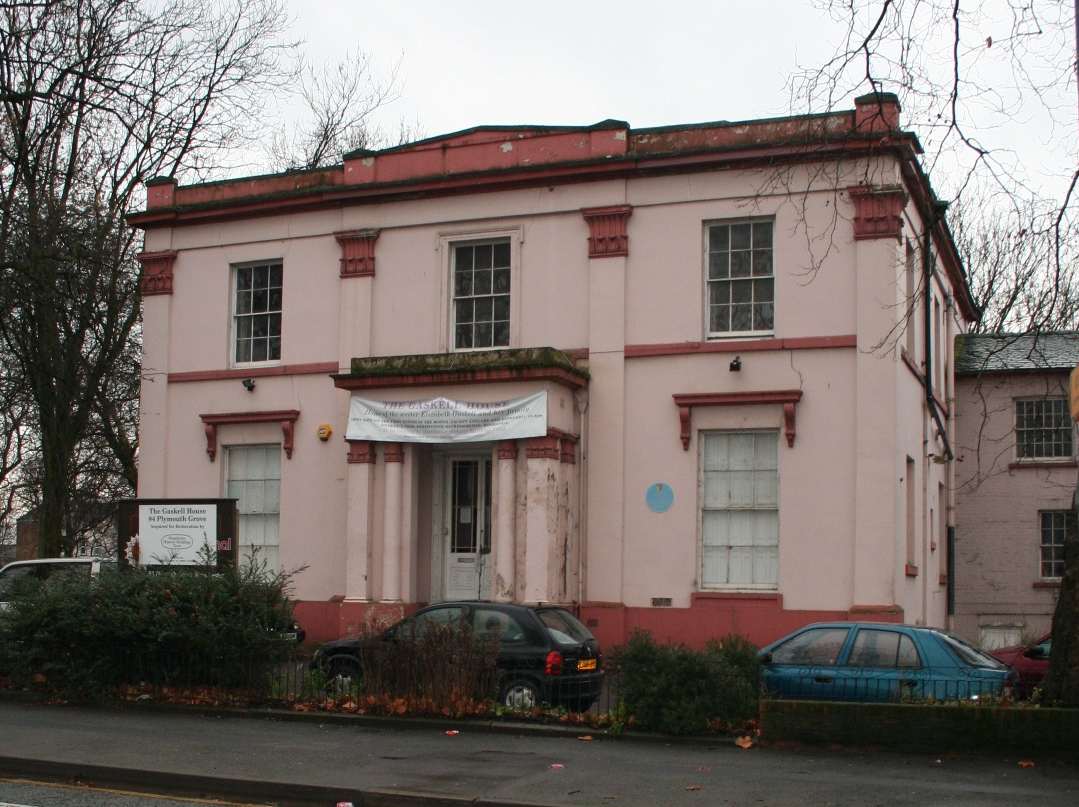
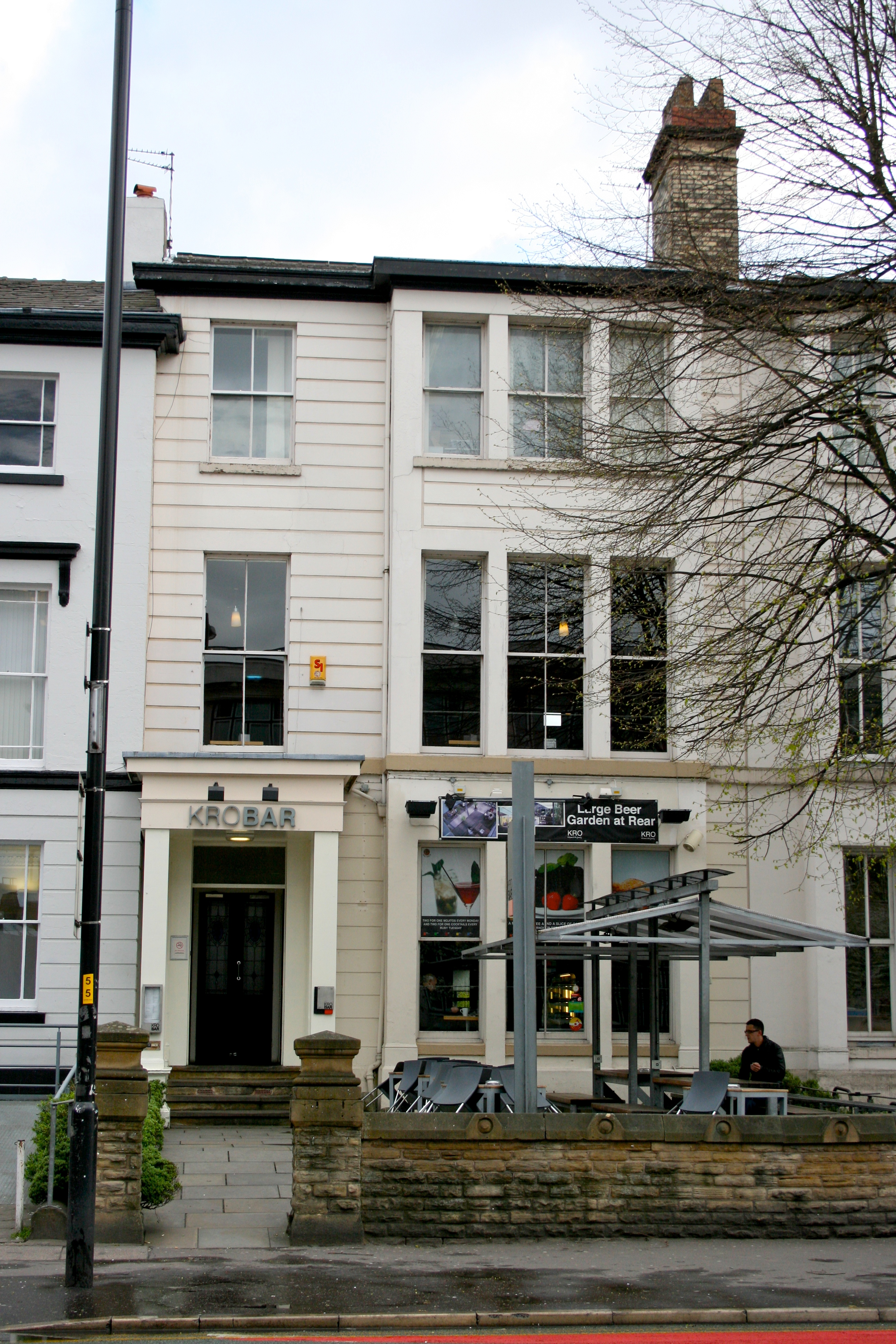
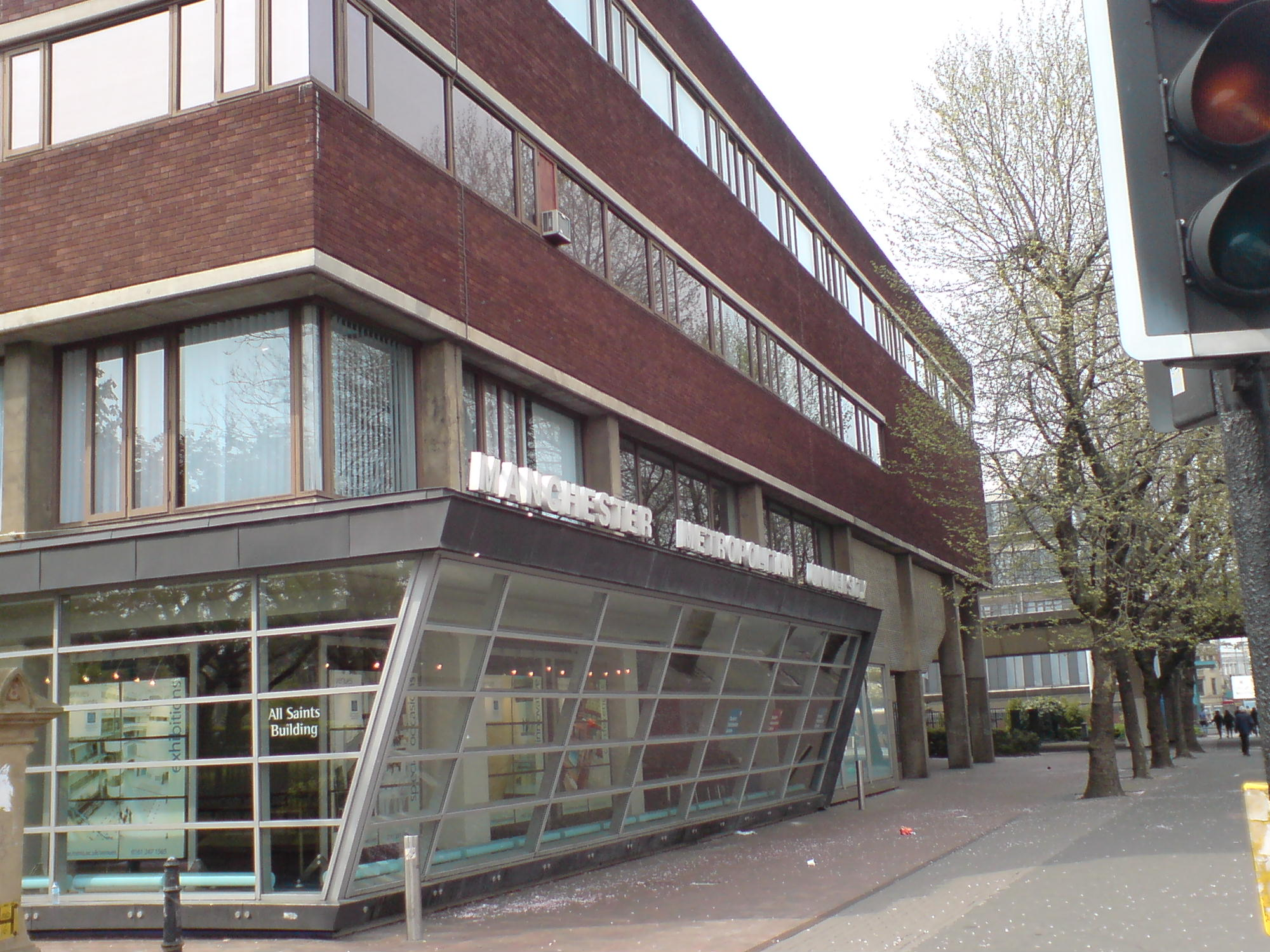
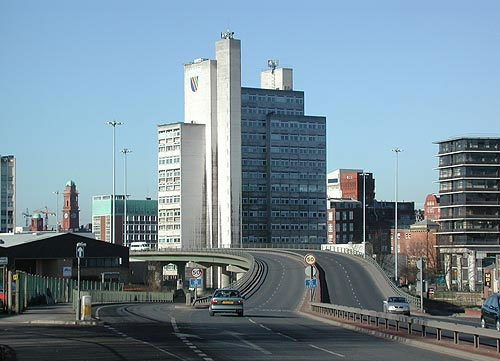
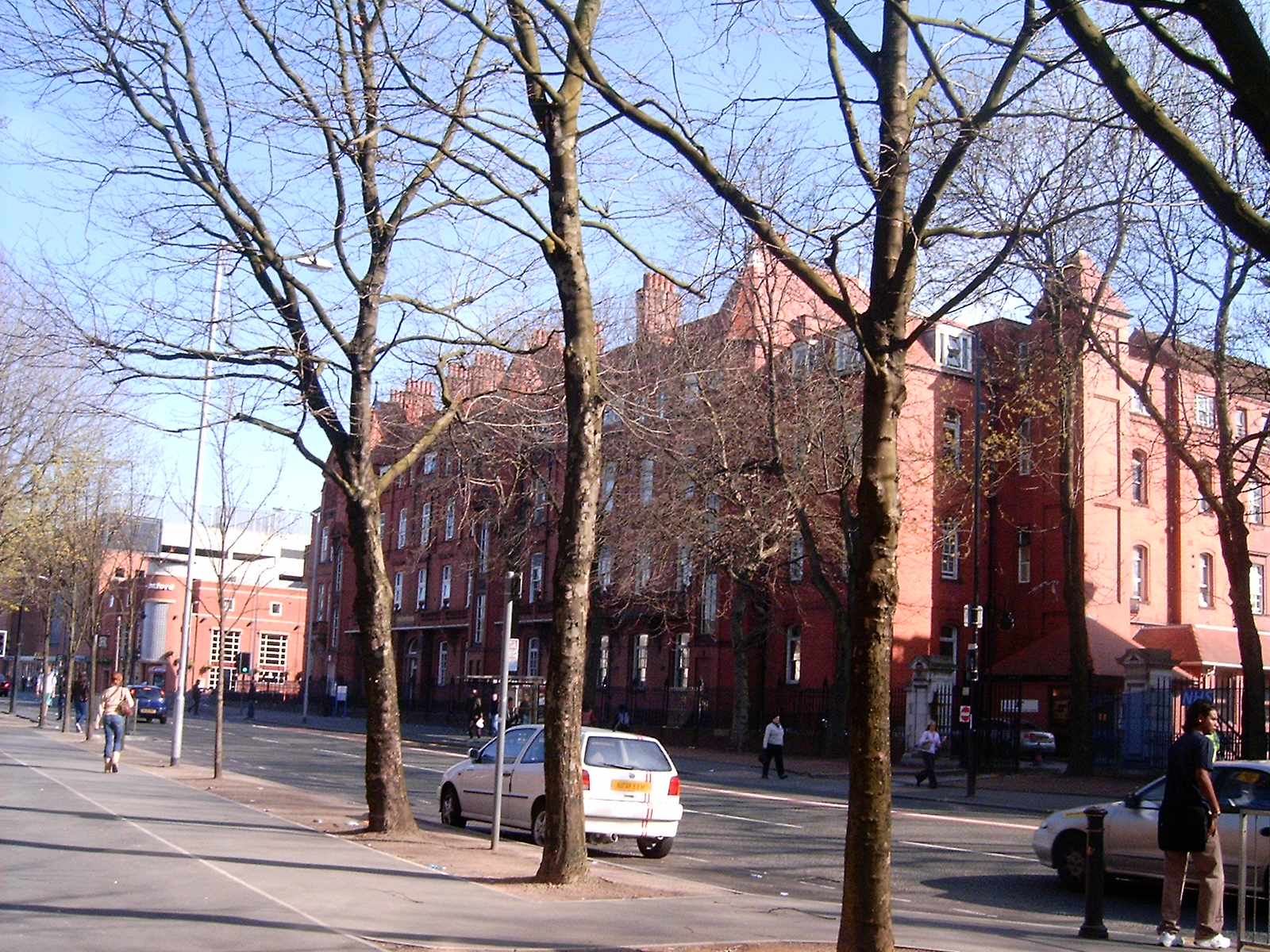
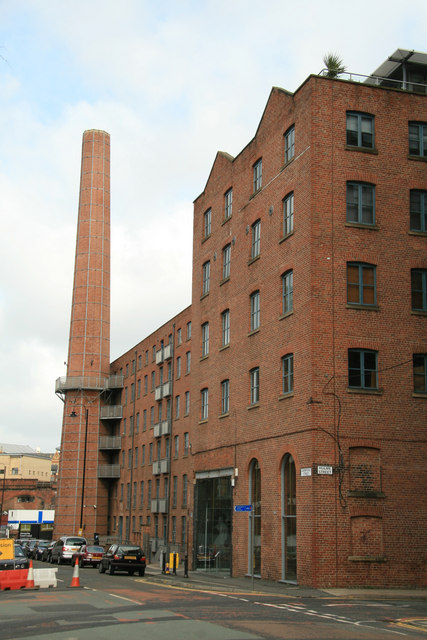
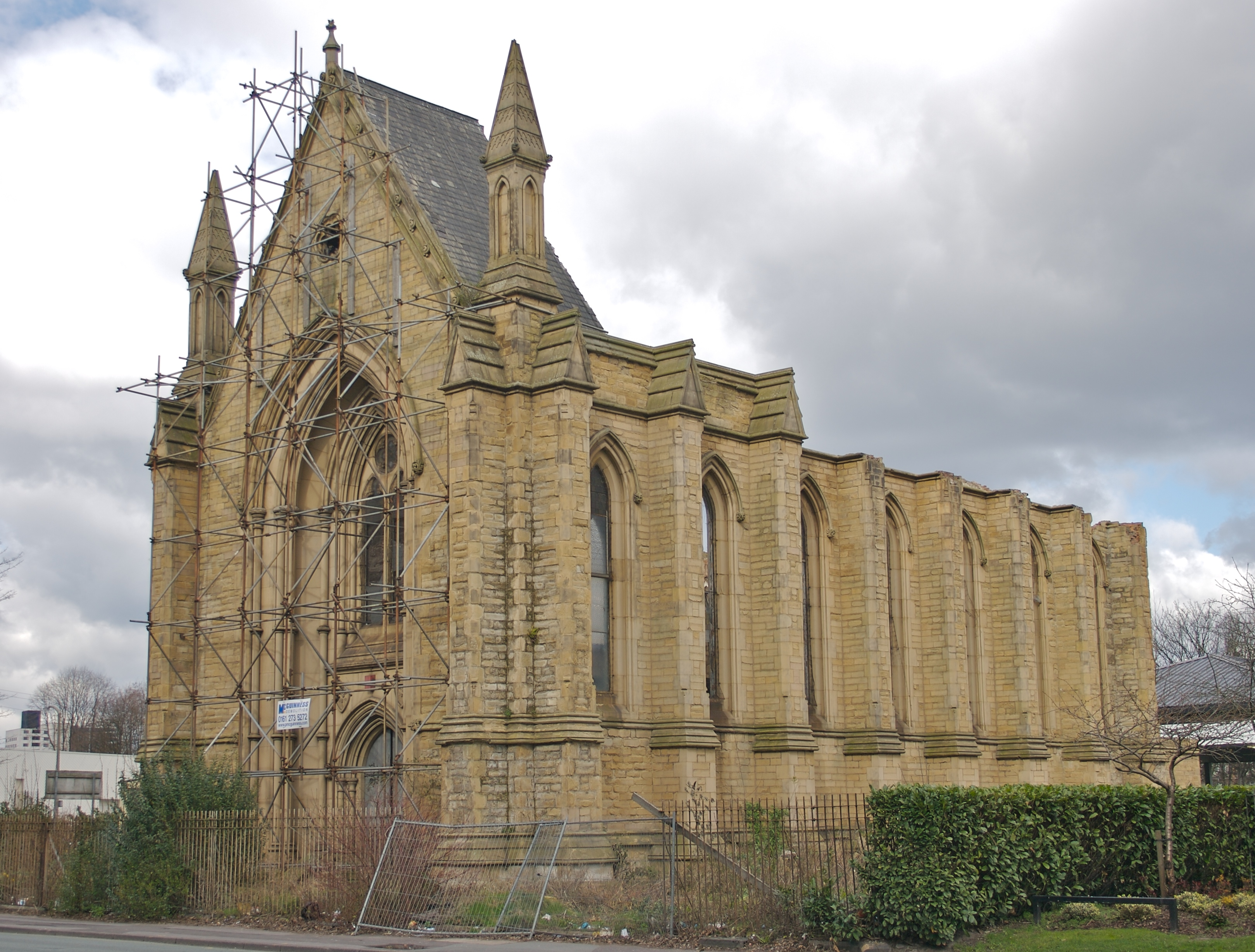
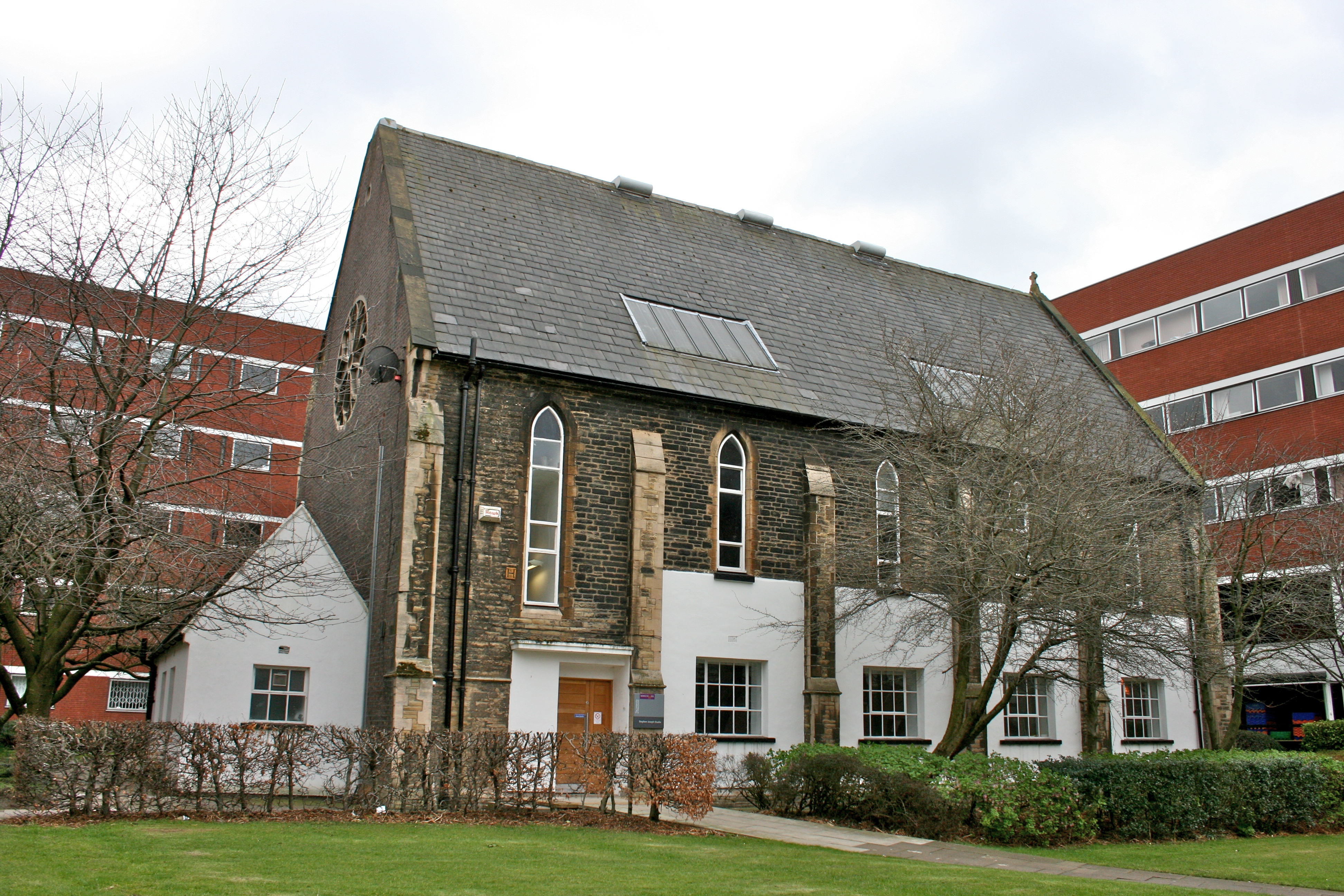
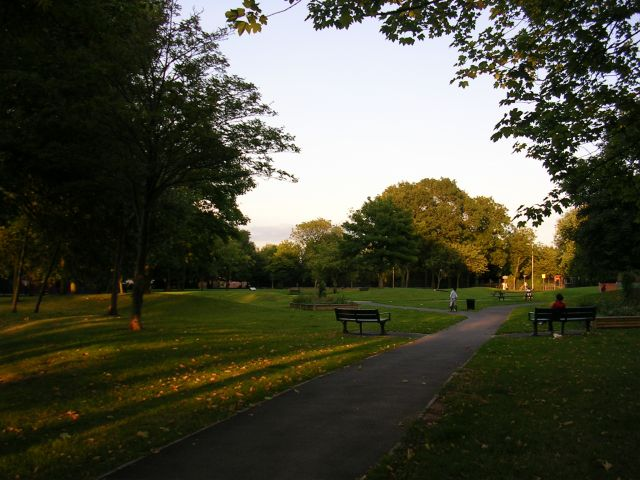
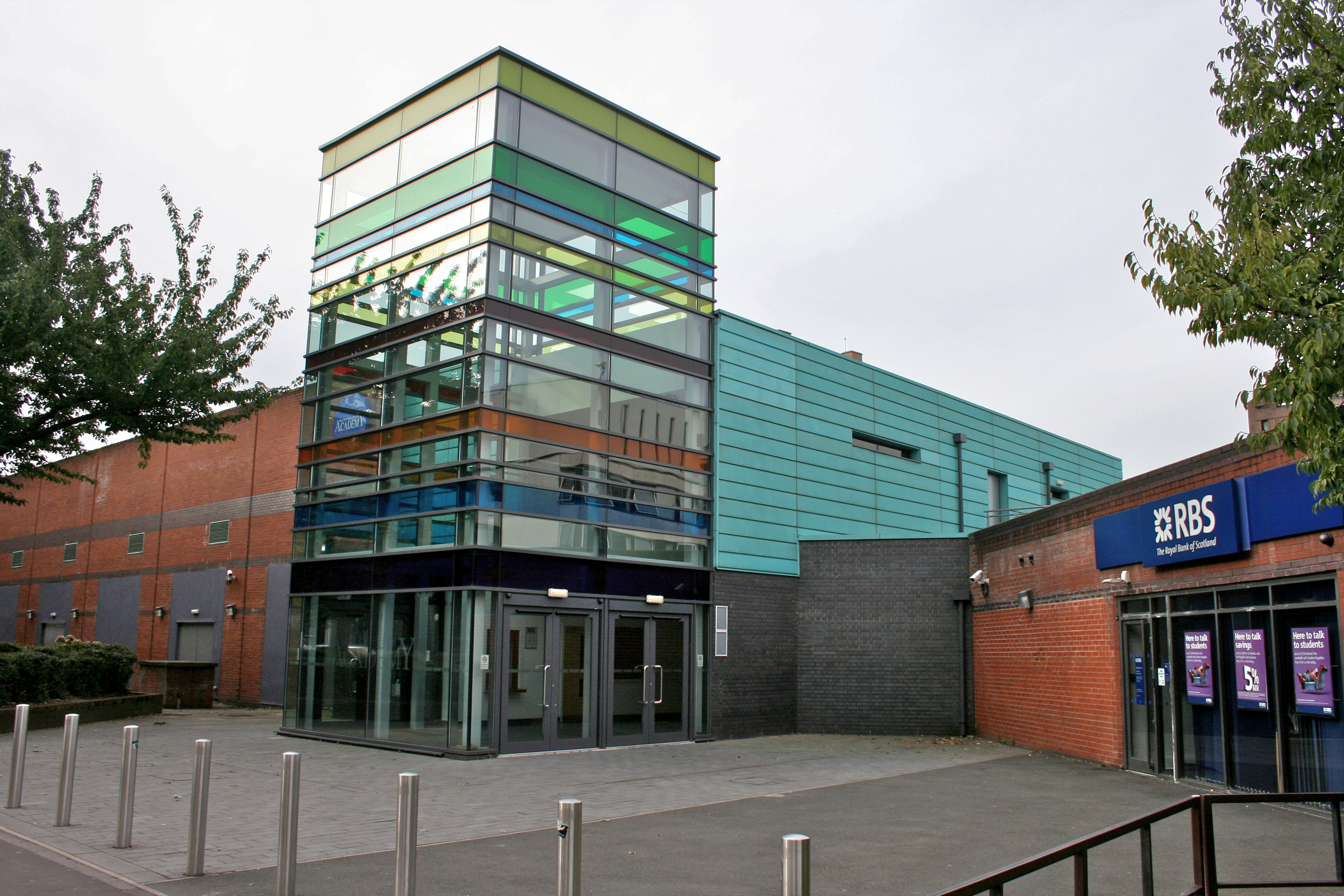
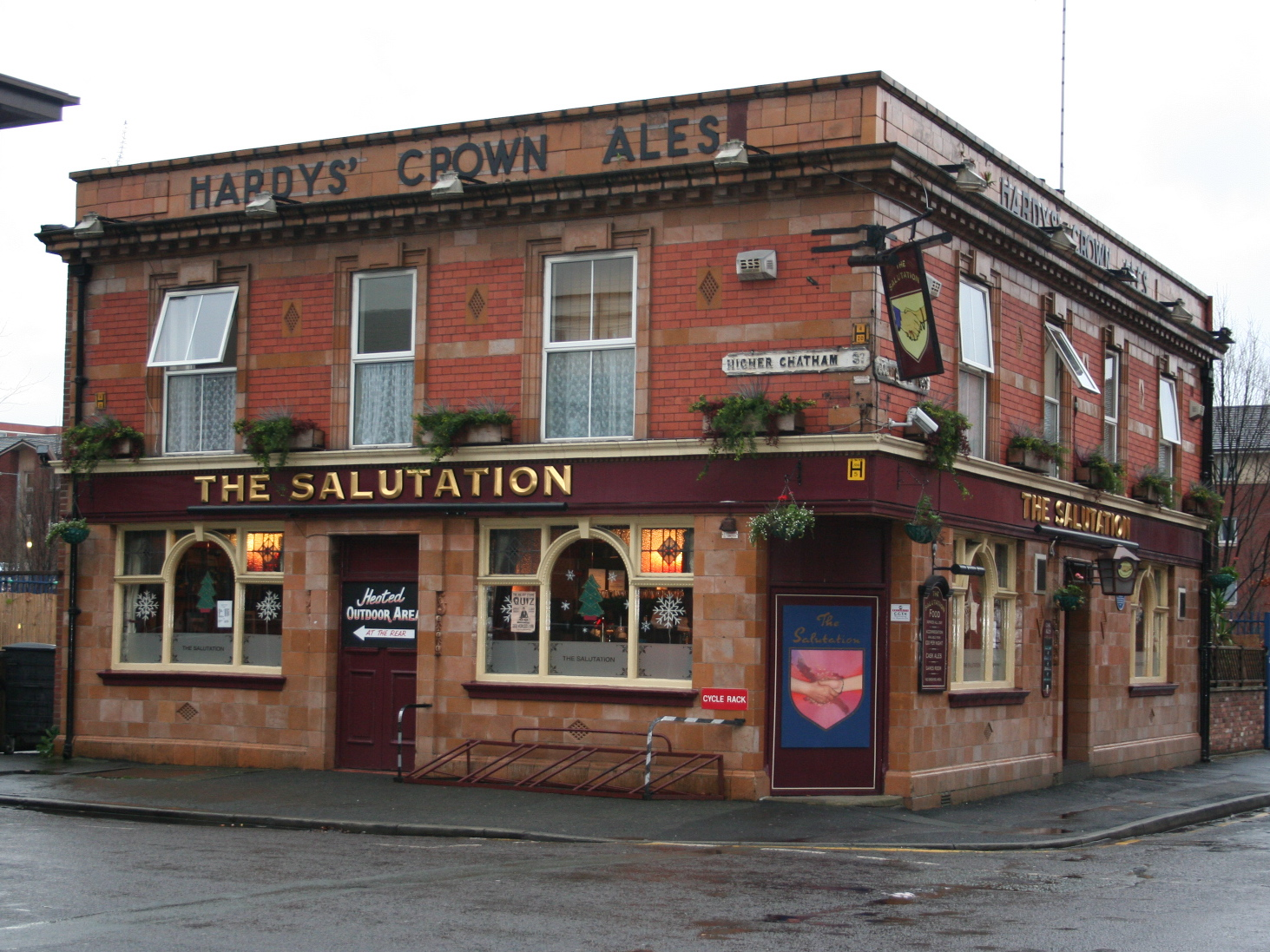
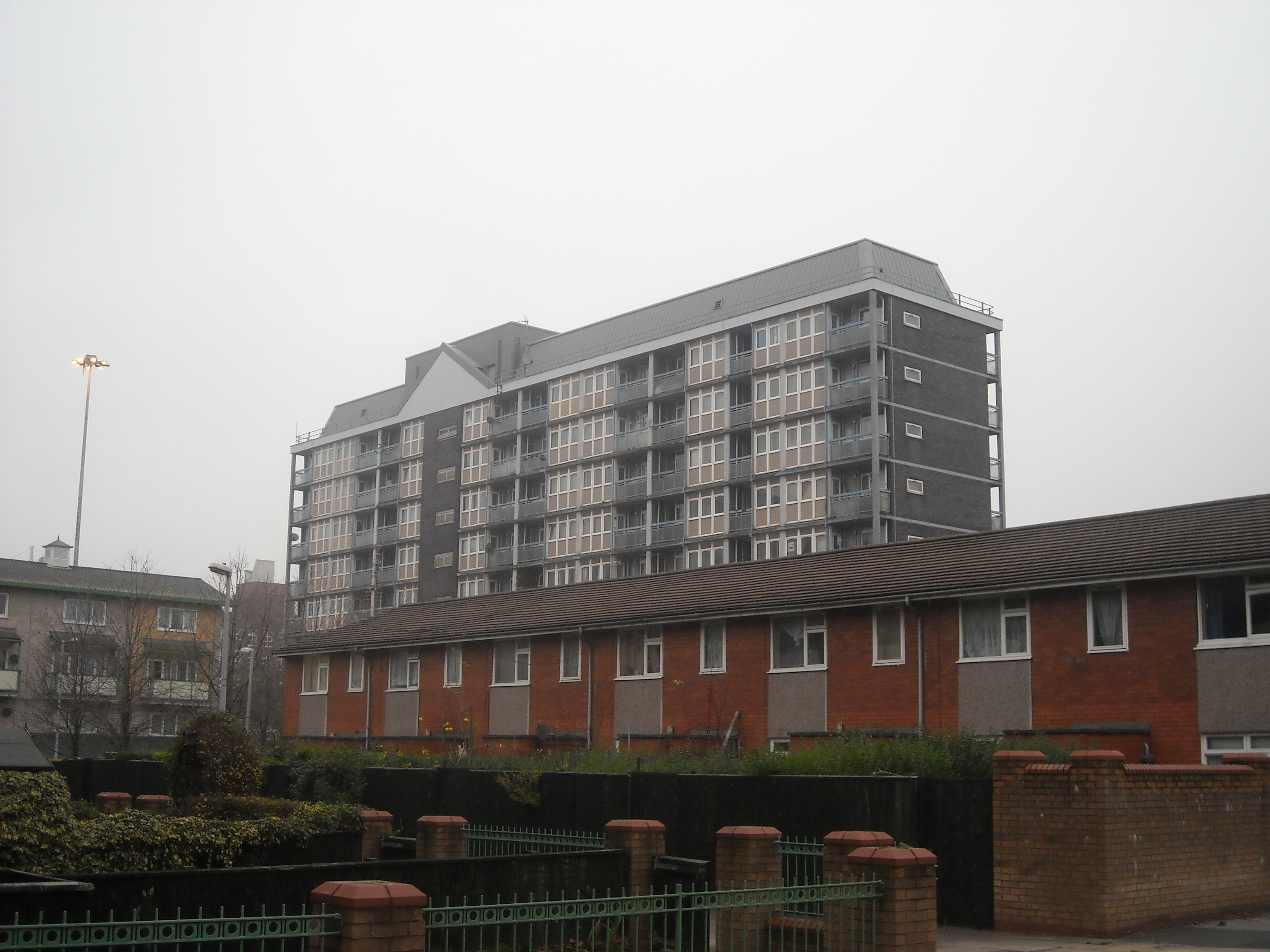

## Geboren
- David Lloyd George  (1863-1945), politicus